# Delhi Hills
Delhi Hills es un lugar designado por el censo ubicado en el condado de Hamilton en el estado estadounidense de Ohio. En el Censo de 2010 tenía una población de 5259 habitantes y una densidad poblacional de 1.364,59 personas por km².

## Geografía
Delhi Hills se encuentra ubicado en las coordenadas 39°5′14″N 84°37′4″O / 39.08722, -84.61778. Según la Oficina del Censo de los Estados Unidos, Delhi Hills tiene una superficie total de 3.85 km², de la cual 3.85 km² corresponden a tierra firme y (0%) 0 km² es agua.

## Demografía
Según el censo de 2010, había 5259 personas residiendo en Delhi Hills. La densidad de población era de 1.364,59 hab./km². De los 5259 habitantes, Delhi Hills estaba compuesto por el 96.65% blancos, el 1.03% eran afroamericanos, el 0.04% eran amerindios, el 0.93% eran asiáticos, el 0.04% eran isleños del Pacífico, el 0.19% eran de otras razas y el 1.12% pertenecían a dos o más razas. Del total de la población el 0.53% eran hispanos o latinos de cualquier raza.